# Slik
 For alternative betydninger, se Slik (flertydig). (Se også artikler, som begynder med Slik)
Slik eller søde sager er konfekture, der indeholder sukker som en primær ingrediens. 
Der er forskellige grundtyper af slik.
Typiske grundtyper af slik er:
- Bolsjer
- Chokolade
- Karamel
- Konfekt
- Lakrids
- Vingummi
- Dragé
- Skum
- Tyggegummi

Derudover findes en række hybridprodukter, hvor flere af typerne kombineres.